# L2CAP
Протокол L2CAP (англ. Logical Link Control and Adaptation Protocol) предоставляет услуги по работе с данными, как ориентированные на соединения, так и без ориентации на них, протоколам более высокого уровня с возможностями мультиплексирования и обеспечением операций по сегментации и обратной сборке. L2CAP в обычном режиме (basic mode) позволяет протоколам более высокого уровня и приложениям передавать и получать пакеты данных L2CAP длиной до 64 Кбайт со стандартным MTU 672 байта. Минимально поддерживаемый MTU 48 байт.
L2CAP основан на концепции каналов. Каналом является логическое соединение поверх соединения по радиоканалу. Каждый канал привязан к некоторому протоколу по принципу многие-к-одному. Несколько каналов могут быть привязаны к одному и тому же протоколу, но канал не может быть привязан к нескольким протоколам. Каждый пакет L2CAP, получаемый каналом, перенаправляется к соответствующему протоколу более высокого уровня. Несколько каналов могут совместно использовать одно и то же радиосоединение.
Для одного Bluetooth-устройства создается один узел netgraph типа l2cap. Узел L2CAP обычно подключается к узлу Bluetooth HCI (нижестоящий) и узлам Bluetooth-сокетов (вышестоящие).